# Азербайджанский национальный музей искусств
Национальный музей искусств Азербайджана — крупнейший в Азербайджане музей произведений искусств, где хранятся свыше 17000 произведений искусства. Основан в 1936 году. В 1943 был назван в честь видного азербайджанского театрального художника Рустама Мустафаева, одного из основоположников театрально-декорационного искусства Азербайджана.
Музей располагается в двух построенных в конце XIX века старинных зданиях города Баку, находящихся по соседству. В залах музея собраны произведения искусства Азербайджана, Западной Европы, России, Востока. Экспонаты из коллекции музея выставлялись в Канаде (1966), Кубе (1967), Сирии (1968), Франции (1969), Чехословакии (1970), Алжире (1970), Ираке (1971).
Музей открыт со вторника по воскресенье с 10:00 до 18:00.

## История музея
В 1920 году в Азербайджанском государственном музее был создан отдел изобразительного искусства. По мере комплектования художественного раздела, учитывая его художественную и историческую ценность, в 1936 году было принято решение о создании на его основе самостоятельного музея — Азербайджанского государственного музея искусств.
Первоначально отдел изобразительного искусства размещался в бывшем особняке миллионера Гаджи Зейналабдин Тагиева, где в настоящее время расположен Музей истории Азербайджана. Позднее для музея был выделен пятый этаж музея литературы имени Низами Гянджеви.
Открытие музея состоялось в 1937 году. В 1943 году музей стал носить имя видного азербайджанского театрального художника Рустама Мустафаева — одного из основоположников театрально-декорационного искусства Азербайджана. До начала 1950-х годов музей располагался в нескольких небольших исторических особняках, где организовывались экспозиции и временные выставки. В этот период в стенах музея работали молодые искусствоведы Расим Эфендиев, Нуреддин Габибов, Мурсал Наджафов, Мехти Гусейн-заде, погибший во время Великой Отечественной войны, и другие учёные, заложившие основы азербайджанского искусствоведения. На протяжении многих лет музеем руководили народные художники Азербайджана, лауреаты Государственных премий СССР Салам Саламзаде, Кязим Кязимзаде, Ибрагим Зейналов.
В 1951 году секретарь ЦК КП Азербайджана Мирджафар Багиров передал музею искусств здание, известное как особняк де Бура, расположенное по адресу: улица Чкалова, 9 (бывшая Садовая, ныне Ниязи), где в начале XX века размещались контора АО «Каспийское товарищество», Азербайджанский революционный комитет и Совет Народных Комиссаров Азербайджанской ССР. В новом здании была создана новая экспозиция, в которой были представлены лучшие образцы произведений искусства из коллекции музея. Впоследствии музей превратился в центр искусствоведческой науки. Здесь проводились различные мероприятия: юбилейные выставки художников, музыкальные вечера, встречи с интеллигенцией.
После распада СССР решением правительства и президента республики музею было передано ещё одно здание, построенное в 1885 году, где ранее располагались Мариинская женская гимназия и городской комитет Баку.
В 1992 — 1993 годах правители Народного фронта решили «выселить» музей из «Дебуровского дворца», и расположить в здании МИД Азербайджана. Тогда, по словам Азада Шарифа, группа авторитетных деятелей культуры Азербайджана, среди которых были Эльмира Шахтахтинская, Микаил Абдуллаев, Токай Мамедов и другие, встретились с президентом Абульфазом Эльчибеем. Отмечается, что сообщение о том, что «даже Багиров выделял для культуры лучшие здания города», возымело своё действие и музей был оставлен в данном здании.
7 июня 2013 года состоялось открытие нового переходного корпуса музея искусств. В церемонии открытия приняли участие Президент Ильхам Алиев и Мехрибан Алиева.

## Директора
С 1994 по 2003 год директором музея являлся скульптор Ибрагим Зейналов. С 2003 по 2010 — доктор искусствоведения Исрафил Исрафилов. С 2010 по 2023 год директором музея являлся  заслуженный деятель искусств Азербайджана, профессор Чингиз Фарзалиев.
С 2023 года должность директора музея занимает председатель азербайджанского комитета Международного совета музеев (ICOM), доцент, доктор философии в области искусствоведения, заслуженный работник культуры Азербайджанской Республики Ширин Меликова.

## Корпус музея

#### История здания
26 февраля 1888 года нефтепромышленник и основатель акционерного общества «Каспийское товарищество» Лев де Бур (1840—1889) подал в Городскую управу заявление об утверждении плана на постройку двухэтажного каменного особняка и 18 апреля был вынесен «приговор на укрепление участка в 700 кв. сажен» на Садовой улице (ныне — улица Ниязи). 26 августа городской инженер полковник Николай фон дер Нонне и городской архитектор, гражданский инженер Антон Кандинов утвердили проект дома. Хотя подпись архитектора здания на проекте отсутствует, архитектором считается именно Н. А. фон дер Нонне. 31 августа 1888 года проект был утверждён Городским головой Станислав Деспот-Зеновичем и членом управы Л. Никулиным. Вскоре было начато строительство.
В январе 1891 года наследники покойного Льва де Бура продали участок на Садовой, где был заложен только фундамент дома, «Каспийскому товариществу» за 16 000 рублей и он стал частной собственностью общества. Акционерами было решено построить здание для конторы общества. В связи с этим, архитектору пришлось внести некоторые изменения в проект. В фасадной части были построены два входа с балконами вместе одного. Балконы выходили на Садовую улицу и с них открывался вид на Михайловский сад (ныне — Сад Филармонии).
Постройку здания датируют 1891 и 1893 годом. Отмечают, что дом «Каспийского товарищества» был окончательно построен к 1895 году. На здании находился медальон с буквами «КТ», который при одном из ремонтов был уничтожен. В этом году умер соучредитель «Каспийского товарищества» С. И. Багиров и его заменил в делах его зять П. О. Гукасов. В 1896 году в одной из частей дома поселился с семьёй директор правления Товарищества, один из четырёх братьев Гукасовых — Аршак Осипович. В 1898 году туда переселилась семья и П. О. Гукасова. Отмечается также, что в эти годы в здании случился пожар.
После Октябрьской революции 1917 года при активном участии английского консула Э. Мак-Дональда власть в Баку 31 июля 1918 года перешла правительству Диктатуры Центрокаспия, которое пригласило англичан для обороны города от Кавказской исламской армии. Британская армия находилась в Баку до августа 1919 года. Штаб английского командования, возглавляемый генералом Уильямом Томсоном, располагался в доме «Каспийского товарищества». Там же проживали Гукасовы.
28 апреля 1920 года после входа в Баку частей Красной Армии председателем Революционного Комитета Азербайджана стал Нариман Нариманов. В 1921 году он возглавил Совет Народных Комиссаров, который разместился в здании бывшего «Каспийского Товарищества». На втором этаже жила семья Нариманова. После смерти Нариманова в 1925 году улица Садовая была переименована в Наримановскую. С 1933 года в доме поселился Первый Секретарь Коммунистической партии Азербайджана Мир Джафар Багиров с семьёй. В 1930-х была произведена реконструкция здания. 7 мая 1935 года ниже дома со стороны моря был открыт новый сквер имени Нариманова. В 1939 году улица опять была переименована в улицу Чкалова. В 1951 году Багиров передал этот дворец Азербайджанскому музею искусств.

#### Архитектура
Спокойные горизонтальные членения дома впоследствии хорошо гармонировали с вертикалями здания клуба и жилого дома Садыховых. В тот период, когда проектировался особняк Дебура, площадки вдоль красных линий улицы были свободны. В связи с этим, фон дер Нонне не был связан соседством с другими зданиями. Объёмное и пластичное решение здания учитывает его особое расположение и обращённость к морю. Торжественности архитектуры особняка также способствовали прорисованные классические элементы, пластические средства (портики) на фоне рустовки.
Подобного типа постройки в начале XX века только-только стали появляться на центральных улицах города. Особняк Дебура в условиях Баку обладает редким качеством — он прекрасно обозревается. Эти положительные особенности здания стали ещё сильнее ощущаться после произведённой в 1930-х годах реконструкции окружения и создания сквера. Здание фон дер Нонне считается первой попыткой объёмно-пространственного решения жилого дома путём активного использования портиков на главном фасаде, лоджий — на боковом и других пластических средств.
Это здание считается единственным историческим зданием в городе, которое воспринимается в трёх измерениях среди плоскостной периметральной застройки. Дом Дебура стал опорным сооружением при последующих перепланировках прилегающей части городской территории. Значительный объём и эффектное расположение сделали его композиционным акцентом среди удачно поставленных зданий.
- Медальон
- Портик
- Фонтан в сквере Нариманова

## Деятельность
2 февраля 2024 года музеем презентован инклюзивный проект «Искусство без границ» для лиц с ограниченными возможностями зрения. Это первый в Азербайджане инклюзивный проект с использованием тактильного принципа восприятия произведений изобразительного искусства. На выставке представлены рельефные модели ряда известных живописных и графических работ.
С 5 июня 2024 года открыта выставка «Азербайджанская живопись и графика 1920-1980-х годов». На выставке представлено 157 образцов живописи, графики, скульптуры и керамики.

## Коллекция музея
В 60 комнатах музея выставлено более 3000 экспонатов. Семь комнат в первом корпусе предназначены для европейских художников, 10 — для русских художников. Остальные предназначены для иранского, турецкого и японского искусства. 30 комнат во втором корпусе занимают работы азербайджанских художников. В экспозиции представлены азербайджанские изобразительное и декоративное искусство, образцы народного творчества различных исторических периодов. Действует отдел старинного азербайджанского искусства, где показаны изделия из керамики и металла, посуда, миниатюры, вышивки, национальная одежда и украшения. Представлены множество ковров из Карабаха, Казаха, Ширвана и Апшерона. Создан специальный отдел для мужских и женских ремней и кинжалов. Эти пояса были традиционно украшены драгоценными и полудрагоценными камнями.
В музее хранится около 17000 произведений искусства. Однако из-за малого количества мест все экспонаты музея не могут демонстрироваться одновременно. Поэтому экспонаты периодически меняются так, что большая часть работ может быть отображена.

### Коллекция античного и средневекового искусства Азербайджана
Коллекция античного и средневекового искусства Азербайджана включает в себя различные произведения искусства эпохи античности и средних веков, найденные на территории Азербайджана. Среди них можно отметить фигуры птиц эпохи Манны из Нахичевани, женские фигуры III—I вв. до н. э. из Баку, Шеки, фигурки человека I—III веков нашей эры, обнаруженные в ходе археологических раскопок в поселении Хыныслы в Шемахинском районе, различная посуда из Гянджи, Байлакана, Кабалы, Мингечаура, каменные плиты с высеченными на них рельефными надписями и изображениями из Сабаильского замка, найденное в Лачинском районе надгробие в форме коня (XVI век).
- Керамическая посуда из Нахичевани. II тысячелетие до н. э.
- Керамическая посуда из Кабалы. I тысячелетие до н. э.
- Керамическая посуда из Мингечаура

### Коллекция живописи

#### Азербайджанское искусство
В музее хранятся работы основоположников азербайджанского реалистического искусства Мирзы Кадыма Эривани, М. Навваба, Б. Кенгерли, А. Азимзаде (XIX — начало XX вв.), лучшие работы азербайджанских советских художников — Салама Саламзаде, Микаила Абдуллаева, Эмира Гаджиева, Таги Тагиева, Тогрула Нариманбекова, Таира Салахова, Видади Нариманбекова, Газанфара Халыкова, скульптора Омара Эльдарова. Один зал посвящён работам Саттара Бахлулзаде.
- Уста Гамбар Карабаги. Дерево жизни, из Шекинского ханского дворца, конца XVIII века
- Неизвестный художник. Портрет дервиша Нурали Шаха, XIX век
- Неизвестный художник. Портрет дервиша Султана Баязида, XIX век
- Мирза Кадым Эривани. «Портрет сидящей женщины». 1870-е гг.
- Мирза Кадым Эривани. «Портрет молодого человека». Середина XIX века
- Мирза Кадым Эривани. «Портрет Фетх Али-шаха».
- Бахруз Кенгерли - Пейзаж с горами, 1916
- Бахруз Кенгерли - Портрет женщины, 1920
- Азим Азимзаде. «Женская свадьба». 1930 год
- Азим Азимзаде. «Рамазан в богатом доме». 1932 год

#### Русское искусство
В секции русского искусства представлены работы выдающихся художников XVIII века, среди которых Ф. С. Рокотов, В. Л. Боровиковский, Н. И. Аргунов. Среди произведений художников XIX — начала XX века экспонируются работы И. К. Айвазовского, А. П. Боголюбова, К. П. Брюллова, Ф. А. Васильева, А. Г. Венецианова, А. А. Иванова, А. И. Корзухина, И. И. Левитана, К. В. Лемоха, В. Е. Маковского, В. Д. Поленова, В. А. Тропинина, И. И. Шишкина, С. Ф. Щедрина. На некоторых пейзажах, написанных в XIX веке, изображены жизнь и природа Кавказа и Азербайджана. Среди них можно выделить «Вид Баку с моря» (1872) Петра Верещагина, «Корабль в бурю» Ивана Айвазовского, ранее принадлежавших Г. З. Тагиеву.
В музее также хранится коллекция произведений русских авангардистов первой половины XX века: Ф. В. Боткина, В. В. Кандинского, А. В. Куприна, А. В. Лентулова, Л. М. Лисицкого, И. И. Машкова. Среди работ русских импрессионистов начала XX века имеются картины К. А. Коровина и И. Э. Грабаря.
- Алексей Венецианов. «Встреча у колодца», 1843 г.
- Леонид Жодейко. «Портрет молодой женщины», 1856 г.
- Пётр Верещагин. «Вид Баку с моря». 1872 г.
- Иван Шишкин. «Берёзовая роща», 1878 г.
- Владимир Орловский. «Берёзовая роща».
- Юрий Леман. «Портрет молодой женщины в шляпе».
- Василий Верещагин. «Добрые кумовья», 1890 г.
- Владимир Маковский. «Семья художника» / «Деспот семьи». 1893 г.
- Архип Куинджи. «Волга», 1905-1908 гг.
- Александр Мурашко. «Парижанка».
- Василий Кандинский. «Амазонка», 1911 г.
- Ольга Розанова. «Беспредметная композиция», 1917 г.

#### Западноевропейское искусство
Коллекция музея включает произведения различных европейских художников с XVI по XIX век.

##### Итальянская живопись
Среди произведений итальянских художников имеются работы Леандро Бассано, Франческо Солимены, Джованни Гверчино, Луини Бернардино, Андреа дель Сарто, и другие. В музее можно увидеть «Святая Катерина» кисти Луини, «Портрет женщины» Бассано, «Вид Венеции» неизвестного художника круга Каналетто, «Иоанн Креститель» Бартоломео Шедони, «Спящий Эндимион» Гверчино, «Мадонна с младенцем» и «Мадонна с гарпиями» Андреа дель Сарто. В коллекции музея имеется картина неизвестного флорентийского художника XVI века «Встреча Марии и Елизаветы».
В коллекции музея имеются произведения итальянских скульпторов Лоренцо Бартолини и Бартолоне Скеноде.
- Франческо Солимена. «Похищение Орифии»
- Леандро Бассано. «Портрет женщины». XVII век
- Бернардино Луини. «Святая Катерина». XVI век
- Бартоломео Шедони. «Иоанн Креститель». XVI век
- Неизвестный художник круга Антонио Каналетто. «Вид Венеции». XVIII век
- Гверчино. «Спящий Эндимион». XVII век
- Андреа дель Сарто. «Мадонна с младенцем». XVI век
- Неизвестный флорентийский художник XVI века. «Встреча Марии и Елизаветы»

##### Фламандская и голландская живопись
Для фламандского и голландского искусства выделено два зала музея. В коллекции имеются работы фламандских художников, среди которых работы Адраиана Браувера («Сцена у хирурга»), Давида Тенирса Младшего, Юстуса Сюстерманса («Портрет Медичи»), голландских художников Франса Халса («Портрет мужчины»), Адриана ван Остаде, Питера Класа («Натюрморт»), Михиля ван Миревельта («Портрет Дюка Валленштайна»), Бальтазара Бешея («Венера и Адонис»), Бальтазара Поля Оммеганка («Овцы на пастбище»). Помимо этого представлены картины неизвестных фламандских («Концерт», «Пейзаж», «Натюрморт», «Ринальдо и Армида») и голландских художников («Горный пейзаж», «Две женщины перед зеркалом», «Монастырская аптека») XVII—XVIII вв.
- Адраиан Браувер. «Сцена у хирурга»
- Юстус Сюстерманс. «Портрет Медичи»
- Питер Клас. «Натюрморт»
- Михиль ван Миревельт. «Портрет Дюка Валленштайна»
- Франс Халс. «Портрет мужчины»
- Неизвестный фламандский художник XVIII века. «Концерт»
- Неизвестный фламандский художник XVII века. «Натюрморт»
- Неизвестный голландский художник XVII века. «Монастырская аптека»

##### Французская живопись
Среди произведений французских художников XVII—XIX вв. имеются работы Гаспара Дюге («Пейзаж»), Жюля Дюпре («На пастбище», «На краю леса»), Паскаля Даньян-Бувре («Портрет женщины» и «Портрет мальчика»), Жан-Батиста Грёза, Бенжамен-Констана («Портрет императрицы Александры Фёдоровны»), Жана Оноре Фрагонара («Пастушеский»), Луи Эрсана («Пётр I и Луи XV»), Луи Ласалля («Портрет Салтиковой»).
- Бенжамен-Констан. «Портрет императрицы Александры Фёдоровны»
- Паскаль Даньян-Бувре. «Портрет женщины»
- Паскаль Даньян-Бувре. «Портрет мальчика»
- Гаспар Дюге. «Пейзаж»
- Жан-Батист Грёз. «Портрет девушки»
- Жан Оноре Фрагонар «Пастушеский»
- Луи Эрсан. «Пётр I и Луи XV»
- Луи Ласалль. «Портрет Салтиковой»

##### Немецкая и испанская живопись
В музее хранятся работы немецких художников, в частности картины Иоганна Генриха Рооса и Фридриха Августа фон Каульбаха. В коллекции музея имеется копия картины испанского художника Бартоломе Эстебана Мурильо «Отдых на пути в Египет».
- Бартоломе Эстебан Мурильо. «Отдых на  пути в Египет» (копия)
- Иоган Генрих Роос. «Стадо»
- Неизвестный художник XVI века. «Легенда об Евстафии»
- Фридрих Август фон Каульбах. «Портрет Александры Фёдоровны»

### Коллекция ковров
В коллекции музея представлены старинные ковры и ковровые изделия из Карабаха, Гянджи, Казаха, Кубы, Тебриза.
- Ковёр «Фахралы». Гянджинская школа. XVIII век
- Ковёр «Демирчиляр». Казахская школа
- Ковёр «Говхар». Карабахская школа
- Ковёр «Пирабадил». Кубинская школа
- Ковёр «Времена года». Тебризская школа
- Ковёр «Овчулуг». Тебризская школа. XVIII век
- Ковёр «Гымыл». Кубинская школа. XIX век
- Ковёр «Зили». Бакинская школа. XIX век

### Искусство Древнего Египта
Представлены различные скульптуры и барельефы, относящиеся к Древнему Египту.
- Барельеф с изображением египтянина со статуэткой Маат
- Голова царя. II век до н. э.
- Сфинкс. VI век до н. э.
- Египтянин, египтянка и ребёнок. XV век до н. э.
- Изображение богини Сехмет. I тысячелетие до н. э.
- Ушебти. XIV—XIII вв. до н. э.